# IC 147
IC 147 ist eine Spiralgalaxie vom Hubble-Typ Sbc im Sternbild Walfisch am Südsternhimmel. Sie ist rund 673 Millionen Lichtjahre von der Milchstraße entfernt und hat einen Durchmesser von etwa 175.000 Lichtjahren.
Entdeckt wurde das Objekt am 7. Dezember 1893 vom französischen Astronomen Stéphane Javelle.